# Dasyphora
Genre
Dasyphora est un genre d'insectes diptères de la famille des Muscidae.

## Liste d'espèces
Selon Catalogue of Life (1 mars 2013) :
- Dasyphora affricana
- Dasyphora albofasciata
- Dasyphora apicotaeniata
- Dasyphora asiatica
- Dasyphora gansuensis
- Dasyphora gussakovskii
- Dasyphora himalayensis
- Dasyphora huiliensis
- Dasyphora kempi
- Dasyphora latifrons
- Dasyphora meridionalis
- Dasyphora paraversicolor
- Dasyphora penicillata
- Dasyphora pratorum
- Dasyphora qinghaiensis
- Dasyphora setitibia
- Dasyphora similis
- Dasyphora sinensis
- Dasyphora stackelbergiana
- Dasyphora tianshanensis
- Dasyphora trichosterna